# Turtle Lake (Montana)
Turtle Lake (salish: čɫqq̓liʔ) és una concentració de població designada pel cens dels Estats Units a l'estat de Montana. Segons el cens del 2000 tenia 194 habitants.

## Demografia
Segons el cens del 2000, Turtle Lake tenia 194 habitants, 55 habitatges, i 43 famílies. La densitat de població era de 144 habitants per km².
Dels 55 habitatges en un 49,1% hi vivien nens de menys de 18 anys, en un 40% hi vivien parelles casades, en un 30,9% dones solteres, i en un 21,8% no eren unitats familiars. En el 16,4% dels habitatges hi vivien persones soles el 3,6% de les quals corresponia a persones de 65 anys o més que vivien soles. El nombre mitjà de persones vivint en cada habitatge era de 3,53 i el nombre mitjà de persones que vivien en cada família era de 3,93.
Per edats la població es repartia de la següent manera: un 46,9% tenia menys de 18 anys, un 8,8% entre 18 i 24, un 23,7% entre 25 i 44, un 17,5% de 45 a 60 i un 3,1% 65 anys o més.
L'edat mediana era de 21 anys. Per cada 100 dones de 18 o més anys hi havia 106 homes.
La renda mediana per habitatge era de 36.250 $ i la renda mediana per família de 23.125 $. Els homes tenien una renda mediana de 16.042 $ mentre que les dones 14.861 $. La renda per capita de la població era de 9.838 $. Aproximadament el 46,5% de les famílies i el 54,8% de la població estaven per davall del llindar de pobresa.

## Poblacions més properes
El següent diagrama mostra les poblacions més properes.